# Richard Palmer-James
Richard (Jeffrey Charles) Palmer-James (Bournemouth, 11 juni 1947) is een Engelse voormalige tekstschrijver voor zowel Supertramp als King Crimson. Hij deed een weinig succesvolle poging tot zingen en gitaar spelen. Palmer studeerde kunst en literatuur aan de Universiteit van Wales.

## Muzikale ontwikkeling
Palmer-James begon in obscure bandjes uit de omgeving van Bournemouth: The Corvettes, The Palmer-James Group (met Alex James), Tedrad en Ginger Man. John Wetton, later binnen de progressieve rock bekend geworden, speelde basgitaar in al deze bandjes. Palmer-James was betrokken bij de oprichting van Supertramp en zong en componeerde mee op het eerste studioalbum Supertramp. Het werd geen succes. Zijn compositie Goldrush uit die tijd verscheen pas op Supertramps album Slow Motion uit 2002.
Toen Supertramp voor hun goedverkopende album Crime of the Century van samenstelling wisselde, stapte Palmer-James over naar King Crimson. King Crimson werkte vanaf het begin met een tekstschrijver, die niet meemusiceerde. Peter Sinfield leverde teksten voor de eerste albums van King Crimson. Palmer-James' teksten werden gebruikt voor Larks' Tongues in Aspic, Starless and Bible Black en Red. Nadat King Crimson uiteen was gevallen als gevolg van muzikale meningsverschillen, werkte Palmer-James met twee oud-leden verder: David Cross en John Wetton. Met Wetton werd Jack-Knife opgenomen. Gedurende die tijd componeerde Palmer-James ook filmmuziek.
Hij schreef onder meer mee aan teksten van La Bionda ("One for You, One for Me") en Sandra ("(I'll never be) Maria Magdalena"). Deze kwamen tot stand toen hij in München woonde.
De muzikale vriendschap met Wetton bleef; het resultaat was het cd-album Monkey Business uit 1997.
- Bibsys: 9010843
- Biblioteca Nacional de España: XX1085267
- Gemeinsame Normdatei: 134479483
- MusicBrainz: c7673c66-c984-450d-8d04-10e9fb2e91ed
- Nationale Bibliotheek van Tsjechië: mub2015873540
- Virtual International Authority File: 7481149296170080670006